# Imre Lakatos
Pour les articles homonymes, voir Lakatos.
Imre Lakatos (9 novembre 1922, Debrecen – 2 février 1974, Londres) est un logicien et épistémologue hongrois, philosophe des mathématiques et des sciences, fut le disciple de Karl Popper et l'élève de la mathématicienne russe Sofia Yanovskaya.

## Biographie
Lakatos naît dans une famille juive à Debrecen (Hongrie) le 9 novembre 1922 sous le nom de Imre (Avrum) Lipschitz. Il est diplômé en 1944 de mathématiques, physique et philosophie à l'université de Debrecen. Durant la Seconde Guerre mondiale il échappe aux persécutions nazies en changeant son nom en Imre Molnar, sa mère et sa grand-mère sont tuées à Auschwitz. Il devient activement communiste durant la Seconde Guerre mondiale et change une seconde fois de nom de famille pour Lakatos (serrurier) en hommage à Géza Lakatos.
En 1947, après la guerre, il commence à travailler comme haut fonctionnaire au ministère hongrois de la culture. Il poursuit aussi un doctorat à l'université de Debrecen qu'il obtient en 1948. À cette époque il assiste le mercredi après-midi aux séminaires privés de Georg Lukács. En 1949, il va étudier à l'Université d'État de Moscou sous la direction de Sofya Yanovskaya ; à son retour il se retrouve pris dans un débat interne avec le Parti communiste hongrois et est emprisonné de 1950 à 1953 pour révisionnisme. Récemment, certaines informations concernant ses activités en Hongrie après la guerre ont été découvertes : il était fortement partisan de Staline et, malgré son jeune âge, a eu un rôle important entre 1945 et 1950 dans la construction du régime communiste, en particulier dans la vie culturelle et universitaire.
Après sa libération, Lakatos retourne à la vie universitaire pour mener des recherches en mathématiques et une traduction de How to solve it de George Pólya en hongrois. Bien que se disant toujours communiste, ses opinions politiques ont changé et il a été impliqué dans au moins un des groupes d'étudiants menant la révolution hongroise de 1956.
Après l'invasion de la Hongrie par l'Union soviétique en novembre 1956, Lakatos fuit à Vienne (Autriche), et plus tard rejoint l'Angleterre. Il obtient un doctorat de philosophie en 1961 à l'Université de Cambridge ; Preuves et réfutations, Une logique de la découverte mathématique, publié après sa mort, est basé sur sa thèse.
La nationalité britannique lui est refusée à deux reprises et il restera apatride jusqu'à sa mort. En 1960 il prend un poste à la London School of Economics, où il écrit sur la philosophie des mathématiques et la philosophie des sciences. Dans le département de philosophie des sciences, travaillent à la même époque Karl Popper, Joseph Agassi et John Oulton Wisdom, qui se liera d'amitié avec Lakatos. Agassi introduisit d'ailleurs Lakatos à Popper afin d'étudier l'application de la méthodologie faillibiliste aux systèmes de conjectures et réfutations dans les mathématiques, que Lakatos intégrera dans sa thèse de doctorat.
Il coédite avec Alan Musgrave Criticism and the Growth of Knowledge souvent cité et les Proceeding du colloque international de philosophie des sciences de 1965 à Londres. Publié en 1970, le colloque de 1965 inclut des réponses par des intervenants célèbres à La Structure des révolutions scientifiques de Thomas Kuhn.
En janvier 1971, il devient l'éditeur du British Journal for the Philosophy of Science, une revue internationale prestigieuse fondée par son ami J.O. Wisdom, il le restera jusqu'à sa mort en 1974. Après celle-ci l'édition sera menée conjointement par ses ex-assistants de recherches et collègues John W. N. Watkins et John Worrall.
Ses dernières conférences de 1973 et une partie de sa correspondance avec son ami et critique Paul Feyerabend ont été publiées dans For and Against Method.
Lakatos et son collègue Spiro Latsis ont organisé une conférence internationale entièrement consacrée aux études de cas historiques dans la méthodologie de Lakatos, qui s'est tenue en Grèce en 1974, malgré la mort d'Imre en février. Ces études de cas, telles que celle du programme de recherche de la relativité d'Albert Einstein, de la théorie ondulatoire de la lumière de Fresnel et de l'Économie néo-classique, ont été publiées par les presses de l'université de Cambridge en 1976 en deux volumes séparés : un consacré à la physique et au programme général de Lakatos pour réécrire l'histoire des sciences, contenant une conclusion critique de son ami Paul Feyerabend, l'autre consacré aux théories économiques.
Lakatos travaille à la London School of Economics jusqu'à sa mort soudaine  due à une attaque cardiaque en 1974, à l'âge de 51 ans. L'école mit en place les prix Lakatos en sa mémoire, qui récompense les recherches en philosophie des sciences.

## Pensée
En ce qui concerne les mathématiques, Lakatos montre que leur histoire est polémique et donc irréductible à la seule démonstration, au passage du vrai au vrai. Une démonstration est davantage une invitation à la contestation qu'une vérité absolue. Les monstres mathématiques, en plaçant en porte-à-faux les conceptions établies, obligent à penser et à définir à nouveaux frais les objets mathématiques. Il donne comme exemple les polyèdres.
L'invention joue donc un rôle essentiel dans l'histoire des mathématiques, qui ne font pas que décrire des essences éternelles. On a cependant reproché à Lakatos d'avoir sous-estimé l'importance  de l'axiomatique, par exemple Dilberman.

## Ouvrages
- Imre Lakatos, Preuves et Réfutations (en) : essai sur la logique de la découverte mathématique, Paris, Éditions Hermann, 1984
- Imre Lakatos, Histoire et méthodologie des sciences : programme de recherche et reconstruction rationnelle, Paris, PUF, 1994